# مقیاس سنجش کارآیی منابع انسانی
مقیاس سنجش کارایی منابع انسانی شاخص‌های عملکردی هستند که برای ارزیابی بهره‌وری فعالیت‌های منابع انسانی به کار می‌روند، و معمولاً شامل شامل مواردی چون جابجایی، آموزش، بازده سرمایهٔ انسانی، هزینهٔ نیروزی کار، و سرانهٔ هزینهٔ هر کارمند می‌شوند.

## بهره‌وری کارکردهای منابع انسانی
این مورد ارزش مالی و زمان هزینه‌شده را برای مدیریت آموزش و فعالیت‌های منابع انسانی نشان می‌دهد. هزینهٔ متوسط استخدام، تعداد روزهای متوسط برای استخدام یک پست، و نسبت هزینهٔ منابع انسانی به هزینهٔ کل سازمان از شاخص‌های این گروه هستند.

## اثربخشی کارکردهای منابع انسانی
موارد این گروه نشانگر تأثیر مثبت فعالیت‌های منابع انسانی بر کارکنان است. از شاخص‌های این گروه می‌توان به بازده آموزش و نسبت غیاب اشاره کرد.

## توسعهٔ صلاحیت‌های اصلی
شاخص‌های کارایی می‌توانند با نشان دادن رابطهٔ بین فعالیت‌های منابع انسانی و تأثیرات ملموس در سازمان برای یافتن مزیت رقابتی به توسعهٔ صلاحیت‌های اصلی کمک کنند. از شاخص‌های این گروه می‌توان به بازده درآمد و نسبت نقص اشاره کرد.